# (105) Ártemis
(105) Ártemis es un asteroide que forma parte del cinturón de asteroides y fue descubierto el 16 de septiembre de 1868 por James Craig Watson desde el observatorio Detroit de Ann Arbor, Estados Unidos.
Está nombrado por Artemisa, una diosa de la mitología griega.

## Características orbitales
Ártemis está situado a una distancia media de 2,374 ua del Sol, pudiendo acercarse hasta 1,952 ua. Tiene una excentricidad de 0,1776 y una inclinación orbital de 21,44°. Emplea 1336 días en completar una órbita alrededor del Sol.
Ártemis forma parte de la familia asteroidal de Focea.